# Santuario di Santa Maria del Monte (Acquaformosa)
Il santuario di Santa Maria del Monte si trova a 1426 metri s.l.m. immerso nelle montagne di Acquaformosa, in Calabria.

## Storia
Non è conosciuta la data di fondazione certa, tuttavia il primo nucleo potrebbe essere stato eretto intorno al IX-XI secolo circa, quando i monaci si rifugiavano in zone isolate e sperdute. Certamente il santuario preesisteva già nel 1195 quando i signori di Altomonte donarono all'abbazia cistercense "la chiesa e le sue pertinenze".
All'interno è custodita una statua in tufo della Madonna che allatta del XIV secolo circa. La leggenda popolare racconta che in una località definita  Timba e piasur (lingua Arbëreshë, in italiano Pietra spaccata), un pastore ritrovò la statua. La leggenda, in una delle due versioni, narra che i monaci spostarono la statua, nell'altra versione, la statua miracolosamente si allontanò da sola. Oltre alla statua è presente all'interno un affresco raffigurante Sant'Anna. L'altare, per la maggior parte, segue uno stile barocco.

### Incidente aereo di Santa Maria del Monte
Il 25 marzo 1982 muore all'età di 24 anni il tenente Giovanni Pinto del 32º Stormo, schiantatosi a bordo di un Fiat G.91 sui monti tra Acquaformosa e Lungro, precisamente in località Santa Maria del Monte. Un pastore aveva avvistato in quel giorno verso le ore 13 una "fiammata in cielo" ma solo il giorno dopo, salendo sui monti a pascolare il gregge, trovò i resti del velivolo. Tra le ipotesi dell'incidente la più accreditata è la presenza di fitti banchi di nebbia. In suo ricordo è stato eretto un trullo nella località dello schianto.

## Festeggiamenti
L'ultima domenica di luglio viene celebrata la festa nel santuario, dove una lunga processione attraversa varie località montane, sino ad arrivare nel luogo di ritrovamento della statua. In quel luogo i pellegrini gettano un sasso come garanzia del loro ritorno lì e tutta la giornata è dettata da festa ed allegria per tutte le località montane di Acquaformosa e Lungro. Anticamente, molti pellegrini del circondario, seguivano un pellegrinaggio secondo un calendario fisso. Sul piazzale del santuario un grande mercato di bestiame faceva da cornice all'aria di festa.